# حمو بو طيب
حمو بو طيب عداء ألعاب قوى مغربي، ولد 1 يناير 1956، تخصص بمسافة 10000 متر، وحصل على المدالية الفضية في بطولة العالم لألعاب القوى داخل الصالات 1991 التي عقدت بإشبيلية (إسبانيا).

## إنجازاته
| السنة      | المنافسة                               | المكان                  | المرتبة    | الفعالية   |            |
| مثل المغرب | مثل المغرب                             | مثل المغرب              | مثل المغرب | مثل المغرب | مثل المغرب |
| ---------- | -------------------------------------- | ----------------------- | ---------- | ---------- | ---------- |
| 1989       | الألعاب الفرانكوفونية                  | الدار البيضاء، المغرب   | الثانية    | 10000 متر  |            |
| 1990       | ألعاب النوايا الحسنة                   | سياتل، الولايات المتحدة | الأولى     | 10000 متر  |            |
| 1991       | بطولة العالم لألعاب القوى داخل الصالات | إشبيلية، إسبانيا        | الثانية    | 3000 متر   |            |
| 1991       | ألعاب البحر الأبيض المتوسط             | أثينا، اليونان          | الأولى     | 10000 متر  |            |
| 1991       | بطولة العالم لألعاب القوى              | طوكيو، اليابان          | الثامنة    | 10000 متر  |            |
| 1993       | ألعاب البحر الأبيض المتوسط             | ناربون، فرنسا           | الثانية    | 10000 متر  |            |
| 1994       | ألعاب النوايا الحسنة                   | سانت بطرسبرغ، روسيا     | الأولى     | 10000 متر  |            |
| 1994       | الألعاب الفرانكوفونية                  | بوندوفلي، فرنسا         | الثانية    | 10000 متر  |            |

## وصلات خارجية
- حمو بو طيب على موقع الاتحاد الدولي لألعاب القوى (الإنجليزية)
- حمو بو طيب على موقع أوليمبيديا (الإنجليزية)